# Пам'ятки монументального мистецтва Пирятинського району
У Пирятинському районі Полтавської області нараховується 2 пам'ятки монументального мистецтва.
| # | назва                                                         | адреса                   |
| - | ------------------------------------------------------------- | ------------------------ |
| 1 | Пам'ятник-бюст двічі Герою Соціалістичної Праці М. В. Ремесла | м. Пирятин, вул. Соборна |

У рамках декомунізації були демонтовані ще 16 пам'ятників радянського періоду. 
| #  | назва                       | адреса                         |
| -- | --------------------------- | ------------------------------ |
| 1  | Пам'ятник В. І. Леніну      | м. Пирятин, вул. Леніна        |
| 2  | Пам'ятник-бюст В. І. Леніну | м. Пирятин, пристанційна площа |
| 3  | Пам'ятник-бюст Карлу Марксу | м. Пирятин, вул. Леніна        |
| 4  | Пам'ятник-бюст В. І. Леніну | с. Березова Рудка              |
| 5  | Пам'ятник-бюст В. І. Леніну | с. Березова Рудка, центр       |
| 6  | Пам'ятник В. В. Куйбишеву   | с. Березова Рудка              |
| 7  | Пам'ятник Карлу Марксу      | с. Білоцерківці                |
| 8  | Пам'ятник В. І. Леніну      | с. Олександрівка               |
| 9  | Пам'ятник М. О. Щорсу       | с. Грабарівка                  |
| 10 | Пам'ятник Я. М. Свердлову   | с. Дейманівка                  |
| 11 | Пам'ятник С. М. Кірову      | с. Давидівка                   |
| 12 | Пам'ятник-бюст В. І. Леніну | с. Прихідьки                   |
| 13 | Пам'ятник-бюст М. В. Фрунзе | с. Малютинці                   |
| 14 | Пам'ятник В. І. Леніну      | с. Сасинівка                   |
| 15 | Пам'ятник В. І. Леніну      | с. Теплівка                    |
| 16 | Пам'ятник Г. М. Димитрову   | с. Харківці                    |
|    |                             |                                |